# Dilidžan
Dilidžan (armensko Դիլիջան) je zdraviliško mesto na severovzhodu Armenije. Leži znotraj istoimenskega narodnega parka, ki ima zaradi gorate in gozdnate pokrajine vzdevek »armenska Švica«.

## Zemljepis
Dilidžan leži na severovzhodu Armenskega višavja v dolini reke Aghstev na nadmorski višini 1100–1300 metrov. Obkrožajo ga gore Malega Kavkaza. Severovzhodno od mesta se dvigajo gozdnata pobočja gorovja Bazum, na zahodu in jugozahodu je gorovje Pambak, na vzhodu Miapor in na jugovzhodu Aregun.
Poleg reke Aghstev skozi Dilidžan tečejo tudi njeni pritoki, med njimi Bldan in Ghštoghan, ki se Aghstevu pridružita v središču mesta, Hagharcin, ki se izliva pri vasi Teghut, nekoliko vzhodno pa še največji pritok Getik. Številni so izviri zdravilne mineralne vode.
Dilidžan je križišče cest, ki povezujejo mesta pokrajin Tavuš, Lori in Gegharkunik. Slikovit cestni prelaz povezuje mesto z jezerom Sevan, ki leži južno, 35 km vzhodno je regionalno glavno mesto Idževan, zahodno pa Vanadzor. Od prestolnice Erevana je Dilidžan oddaljen slabih 100 km.
Leta 1986 je mesto dobilo železniško povezavo, ki pa danes večinoma ne obratuje.

## Zgodovina
Arheološke študije, izvedene v 70. letih 19. stoletja, so pokazale, da človek na območju Dilidžana živi vsaj od pozne bronaste in zgodnje železne dobe. Domnevno je tod v antičnih časih stalo mesto Hin Hovk (Stari Hovk), ki je bilo priljubljena poletna rezidenca in lovišče arsakidskih kraljev.
Naselje Dilidžan se prvič omenja leta 1826. V 19. stoletju se je začel razvijati kot zdraviliški kraj, kamor se je preselilo ali si zgradilo dače veliko bogatejših prebivalcev ruskega imperija. Ljudje z Zakavkazja, zlasti iz Tiflisa, so slog gradnje, značilen za svojo domovino, kombinirali z elementi tradicionalne dilidžanske gradnje, viden pa je tudi vpliv elementov zunanjega okrasja hiš molokanov – sektašev, ki jih je ruska vlada razseljevala v 30. letih 19. stoletja. Iz vsega tega se je oblikoval poseben »dilidžanski slog« stanovanjske arhitekture, ki se je pozneje razširil po vsej dolini reke Aghstev.
Leta 1868 je bila odprta prva šola, v letih 1888–89 prva bolnica, leta 1921 pa prvi sanatorij za jetične bolnike v Sovjetski zvezi. Leta 1938 je Dilidžan prejel status naselja mestnega tipa, leta 1958 pa status republiškega mesta.

## Gospodarstvo
V mestu deluje polnilnica mineralne vode »Dilijan«. V času Sovjetske zveze sta obstajali velika tovarna telekomunikacijske opreme »Impuls« in tekstilna tovarna, ki sta po razpadu države propadli.

## Izobraževanje
V Dilidžanu so tri osnovne šole, dve srednji šoli, vojaška, glasbena in umetnostna akademija. Od leta 2014 deluje v Dilidžanu mednarodna šola UWC.